# James Thomas Aubrey
Pour les articles homonymes, voir Aubrey.
Compléments
- PDG de Columbia Broadcasting System (1959-1965)

James Thomas Aubrey Jr. (14 décembre 1918 - 3 septembre 1994 ) est un homme d'affaires du monde de la télévision américaine et fut président de Columbia Broadcasting System de décembre 1959 à février 1965. Il est connu pour avoir dirigé CBS durant une période faste.